# Shorty Rogers
Shorty Rogers, cuyo verdadero nombre era Milton Michael Rajosky, fue un trompetista, compositor, arreglista y director de orquesta de jazz estadounidense, nacido en Great Barrington (Massachusetts), el 14 de abril de 1924, y fallecido el 7 de noviembre de 1994. 

## Trayectoria
Rogers es, indudablemente, la figura más característica del West Coast jazz. De sólida formación musical, comienza a tocar en la orquesta de la High School of Music & Arts, en Nueva York, y después, ya en 1942, con las big bands de Will Bradley y Red Norvo. En 1945, graba sus primeros discos con Cozy Cole, el propio Norvo y con una banda en la que estaba Lennie Tristano, entre otros. Más trade entra a formar parte del First Herd de Woody Herman y, paralelamente, graba con Kai Winding, Stan Getz y Shelly Manne.
En 1947, integra la sección de trompetas del Second Herd de Herman, junto a los Four Brothers, y se convierte en el arreglista y compositor de la banda. Participa en "Innovations in modern music" de Stan Kenton (1950) y, desde 1951, se convierte en líder de su propia big band, ya instalado en Los Ángeles. Desarrolla diversas experimentaciones junto con Jimmy Giuffre, Joe Mondragon y Shelly Manne y, en 1955, se convierte en director musical de RCA Victor, lo que le da ocasión de componer y realizar arreglos para un gran número de artistas californianos y, de forma cada vez más intensa, dedicarse a las bandas sonoras y a la TV. 
Entre sus bandas sonoras más conocidas están, para el cine, "El hombre del brazo de oro" y "El salvaje"; y para televisión, la serie Starsky y Hutch. Hasta 1982 no vuelve a tocar jazz, al realizar una estancia en Gran Bretaña con la National Youth Orchestra, a raíz de lo cual retoma las giras, con un grupo que denomina West Coast Jazz Giants (1983 - 1986), y con Bud Shank, en los Lighthouse All Stars (1990).

## Discografía

### Como líder/colíder
- Modern Sounds (Capitol, 1951 [1956])
- Popo (Xanadu, 1951)
- Shorty Rogers and His Giants (RCA Victor, 1953)
- Cool and Crazy (RCA Victor, 1953)
- Shorty Rogers Courts the Count (RCA Victor, 1954)
- Bud Shank - Shorty Rogers - Bill Perkins (Pacific Jazz, 1955)
- Collaboration (RCA Victor, 1955)
- The Swinging Mr. Rogers (Atlantic, 1955)
- Martians Stay Home (Atlantic, 1955 [1980])
- Martians Come Back! (Atlantic, 1955 [1956])
- Way Up There (Atlantic, 1955 [1957])
- Clickin' with Clax (Atlantic, 1956 [1978])
- Wherever the Five Winds Blow (RCA Victor, 1956)
- Shorty Rogers Plays Richard Rodgers (RCA Victor, 1957)
- Portrait of Shorty (RCA Victor, 1957)
- St. Louis Blues (RCA Victor, 1958) con Eartha Kitt
- Gigi in Jazz (RCA Victor, 1958)
- Afro-Cuban Influence (RCA Victor, 1958)
- Chances Are It Swings (RCA Victor, 1958)
- The Wizard of Oz and Other Harold Arlen Songs (RCA Victor, 1959)
- Shorty Rogers Meets Tarzan (MGM, 1960)
- The Swingin' Nutcracker (RCA Victor, 1960)
- An Invisible Orchard (RCA, 1961 [1997])
- The Fourth Dimension in Sound (Warner Bros., 1961)
- Bossa Nova (Reprise, 1962)
- Jazz Waltz (Reprise, 1963)
- Mavis Meets Shorty (Reprise, 1963)
- Gospel Mission (Capitol, 1963)
- Re-Entry (Atlas, 1983)
- Yesterday, Today and Forever (Contemporary, 1983)
- Back Again (Choice, 1984)
- California Concert (Contemporary, 1985)
- America the Beautiful (Candid, 1991)
- Eight Brothers (Candid, 1992)

### Como músico de sesión
Con Elmer Bernstein
- The Man with the Golden Arm (Decca, 1956)

Con Teddy Charles
- Collaboration West (Prestige, 1953)
- Evolution (Prestige, 1957)

Con Jimmy Giuffre
- Jimmy Giuffre (Capitol, 1955)
- The Jimmy Giuffre Clarinet (Atlantic, 1956)

Con Stan Kenton
- Innovations in Modern Music (Capitol, 1950)
- Stan Kenton Presents (Capitol, 1950)
- Popular Favorites by Stan Kenton (Capitol, 1953)
- The Kenton Era (Capitol, 1940–54, [1955])
- The Innovations Orchestra (Capitol, 1950–51 [1997])

Con Perez Prado
- Voodoo Suite (RCA Victor, 1955)

Con Pete Rugolo
- Introducing Pete Rugolo (Columbia, 1954)
- Adventures in Rhythm (Columbia, 1954)
- Rugolomania (Columbia, 1955)
- New Sounds by Pete Rugolo (Harmony, 1954–55, [1957])

### Como arreglista
Con Herb Alpert & the Tijuana Brass
- Christmas Album (A&M, 1968)

Con Ernie Andrews
- Soul Proprietor (Dot, 1968)

Con Chet Baker
- Chet Baker & Strings (Columbia, 1954)

Con Elmer Bernstein
- Baby the Rain Must Fall (Mainstream, 1965)

Con Peter Brady
- An Exciting New Voice On the Move (Capitol, 1965)

Con Les Brown & His Band of Renown
- The Young Beat (Capitol, 1963)

Con Bobby Bryant
- The Jazz Excursion Into "Hair" (Pacific Jazz, 1969)

Con Dennis Budimir
- The Creeper (Mainstream, 1965)

Con Bobby Darin
- You're the Reason I'm Living (Capitol, 1963)
- Bobby Darin Sings The Shadow of Your Smile (Atlantic, 1966)

Con Frances Faye
- You Gotta Go! Go! Go! (Regina, 1964)

Con Bobbie Gentry
- Local Gentry (Capitol, 1964)
- Ode to Billie Joe (Capitol, 1967)
- The Delta Sweete (Capitol, 1968)

Con Terry Gibbs
- Reza (Dot, 1966)

Con Jerry Goldsmith
- Stagecoach (Mainstream, 1966)

Con Lena Horne
- Lena Like Latin (CRC Charter, 1963)

Con Helen Humes
- Midsummer Night's Songs (RCA, 1974) con Red Norvo y su Orquesta

Con Dean Jones
- Introducing Dean Jones (Valiant, 1963)

Con Frankie Laine
- You Gave Me a Mountain (ABC, 1969)

Con Peggy Lee
- In Love Again! (Capitol, 1964)
- Pass Me By (Capitol, 1965)

Con Harvey Mandel
- Righteous (Philips, 1969)
- Baby Batter (Janus, 1971)

Con Shelly Manne
- The West Coast Sound (Contemporary, 1955)
- My Son the Jazz Drummer! (Contemporary, 1962)

Con Carmen McRae
- The Sound of Silence (Atlantic, 1968)
- Portrait of Carmen (Atlantic, 1968)

Con The Monkees
- "Daydream Believer"/"Goin' Down" (RCA Victor, 1967)
- "D. W. Washburn"/"It's Nice to Be with You" (Colgems, 1968)
- The Birds, The Bees & The Monkees (Colgems, 1968)
- The Monkees Present (Colgems, 1969)

Con Michael Nesmith
- The Wichita Train Whistle Sings (Dot, 1968)

Con Jack Nitzsche
- Heart Beat (Soundtrack) (Capitol, 1980)

Con Buddy Rich
- "The Beat Goes On" (Pacific Jazz, 1967)
- Buddy & Soul (World Pacific, 1969)

Con Bud Shank
- A Spoonful of Jazz (World Pacific, 1967)

Con Mel Tormé
- Comin' Home Baby! (Atlantic, 1962)